# Voivodina Sârbească și Banatul Timișan

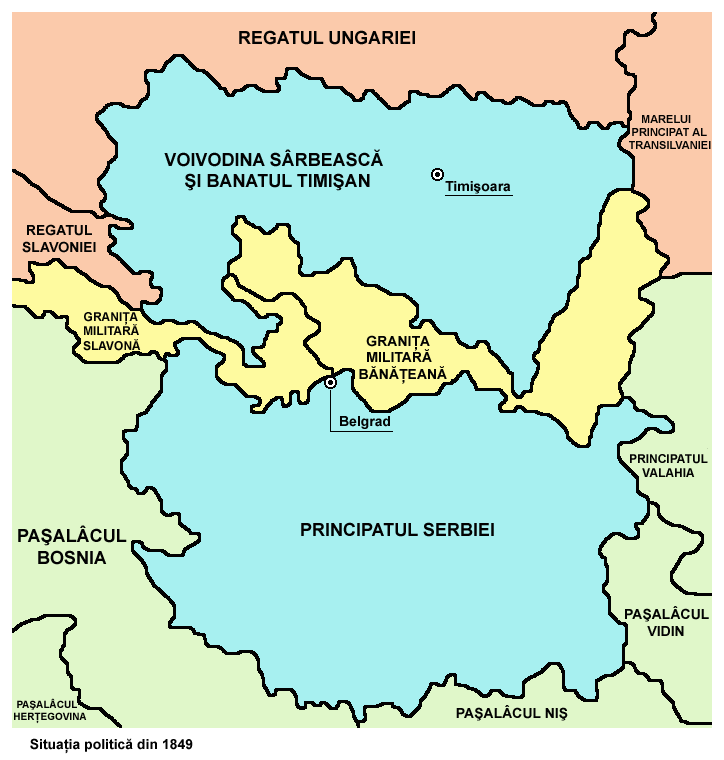
Voivodina Sârbească și Banatul Timișan, Frontiera Militară Bănățeană și Principatul Serbia in 1849

Voivodina Sârbească și Banatul Timișan (în germană Woiwodschaft Serbien und Temescher Banat, în sârbă Vojvodstvo Srbija i Tamiški Banat, cu alfabetul latin: Војводство Србија и Тамишки Банат, în maghiară Szerb Vajdaság és Temesi Bánság) a fost o entitate administrativă a Imperiului Habsburgic între 1849 și 1860. Astăzi teritoriul acestei formațiuni politice efemere este împărțit între România, Serbia și Ungaria.

## Istoric
Voivodina Sârbească și Banatul Timișan a luat ființă prin hotărârea împăratului austriac din 18 noiembrie 1849, în contextul înfrângerii Revoluției de la 1848. În Banat (cu excepția graniței militare, fidelă monarhiei), românii au fost de partea revoluționarilor maghiari, în speranța emancipării religioase de sub tutela ierarhiei ortodoxe sârbe. Provincia a cuprins teritorii din Banat, Bačka și Syrmia. Reședința guvernatorului, care conducea în numele marelui voievod (împăratul), era la Timișoara.
În octombrie 1860 Voivodina Sârbească și Banatul Timișan a fost desființată, iar teritoriul acesteia a fost împărțit între Ungaria (Banatul și Bačka) și Slavonia (Syrmia).

## Limbi oficiale

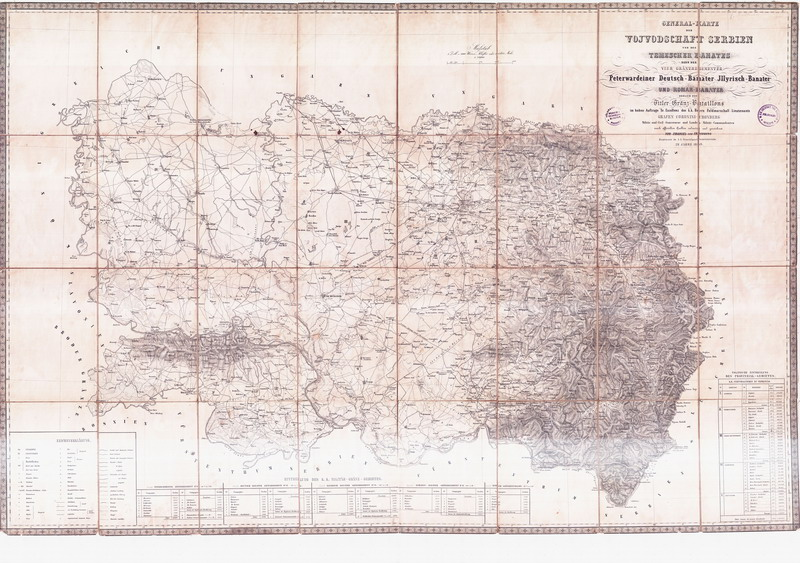

Cele două limbi oficiale în provincie au fost germana și sârba, deși românii reprezentau principalul grup etnic, (347.459 de locuitori), urmați de sârbi, (321.110 locuitori), germani (335.080 locuitori), maghiari (221.845 locuitori) și alte etnii mai puțin numeroase.

## Diviziuni administrative
Inițial teritoriul provinciei a fost împărțit în două districte, unul timișano-cărășan, iar celălalt torontalo-bačkan. Ulterior (1853) voievodatul a fost divizat în cinci districte mai mici, astfel:
- Timiș (6 cercuri cu 193 sate și 280808 locuitori)
- Lugoj (4 cercuri cu 234 sate și 219803 locuitori)
- Becicherecu Mare (8 cercuri cu 108 sate și 336763 locuitori)
- Zombor
- Novi Sad [1].

## Guvernatori
- Ferdinand Mayerhofer (1849–1851)
- Johann Coronini-Cronberg (1851–1859)
- Josif Šokčević (1859–1860)
- Karl Bigot de Saint-Quentin (1860)